# جبل عسكر
جبل عسكر هو جبل يقع في مدينة نابلس، يعد امتدادا لجبل عيبال. يحيط هذا الجبل بمناطق متعددة من جميع جهات فهو يقع بالقرب من مخيم عسكر القديم أحد مخيمات مدينة نابلس وهو ثاني أكبر مخيمات مدينة نابلس بعد مخيم بلاطة، ويشتهر هذا الجبل بتنوع سكانه حيث ان هذا جبل يضم عدد من عائلات فلسطينية التي قدمت من يافا حيفا وعكا وغيرها من اراضي 48، يشرف على قرية عسكر البلد وحي المساكن الشعبية الشرقية (ضاحية العروبة) وأيضا يضم هذا الجبل عديد من حارات حارت أبو نعمة وأبو جرادة وحارة البيرقدار وحارة شرقاوي وأبو حطب وحارة هارون واقعة أعلى هذا الجبل 
ويقع على قمة هذا الجبل معسكر للجيش الإسرائيلي كما انه يشرف على قرية عصيرة الشمالية.